# کمین (فیلم ۲۰۱۳)
کمین (به انگلیسی: Ambushed) یک فیلم اکشن و دلهره‌آور آمریکایی محصول سال ۲۰۱۳ به کارگردانی جورجیو سرافینی با بازی دولف لاندگرن، وینی جونز، رندی کوچار، جیانی کاپالدی و دانیل بونجور است. این فیلم در بریتانیا در ۲۸ سپتامبر ۲۰۱۳ و در ایالات متحده در ۱۲ نوامبر ۲۰۱۳ منتشر شد.
کوچار، لاندگرن و جونز با هم در سه فیلم سرافینی پشت سر هم بازی کردند. هر فیلم نیز از همان گروه استفاده می‌کرد. این فیلم با نام اصلی راش، به هارد راش تغییر نام داد و در نهایت برای جلوگیری از درگیری با دیگر فیلم‌های آینده، به کمین تغییر نام داد.